# Nürnbergs flygplats
Nürnbergs flygplats (tyska: Flughafen Nürnberg) (IATA: NUE, ICAO: EDDN) är den internationella flygplatsen i landskapet Franken i förbundslandet Bayern i Tyskland och är den näst största i Bayern. Flygplatsen är rankad som den 10:e största flygplatsen i Tyskland. Under 2017 förväntade man sig mer än 4 miljoner passagerare.

## Marktransport
Flygplatsen är lokaliserad 7 km norr om Nürnberg och har förbindelse med staden via tunnelbana (linje U2) som förbinder flygplatsen med staden var 10:e/15:e minut med en restid på ca 12 minuter. Tack vare flygplatsens närhet till staden är det möjligt att gå eller cykla ända fram till terminalen.

## Destinationer och flygbolag
- Air France
  - Air France operatör HOP! (Paris-Charles de Gaulle)
- Bulgarian Air Charter (Bourgas, Varna) [säsong]
- Condor
- KLM
  - KLM operatör KLM Cityhopper (Amsterdam)
- Lufthansa (Frankfurt)
  - Lufthansa operatör Eurowings (Düsseldorf, Frankfurt, Paris-Charles de Gaulle)
  - Lufthansa operatör Lufthansa CityLine (Frankfurt, Hamburg, München)
- Pegasus Airlines
- SAS Scandinavian Airlines (Köpenhamn)
- SunExpress (Antalya)
- Tunisair [säsong]
- Turkish Airlines (Istanbul-Ataturk)
- TUIfly (Antalya, Fuerteventura, Heraklion, Hurgada, Korfu, Kos, Las Palmas de Gran Canaria, Palma de Mallorca, Rhodos, Thessaloniki)